# Puttaparthi
 (mai 2024).
Si vous disposez d'ouvrages ou d'articles de référence ou si vous connaissez des sites web de qualité traitant du thème abordé ici, merci de compléter l'article en donnant les références utiles à sa vérifiabilité et en les liant à la section « Notes et références ».
Puttaparthi est une ville du district d'Anantapur, jusqu'en 2022, puis du district de Sri Sathya Sai, à compter de sa formation le 3 avril 2022, dans l'État de l'Andhra Pradesh en Inde.
Selon le recensement de l'Inde de 2011, la localité compte une population de 15 088 habitants.

## Géographie
La ville Puttaparthi se trouve pas loin du Lac de Bukkapatnam (Bukkapatnam Lake en angl.) et de monts.

## Lieux et monuments
Lieu de naissance de Bhagavan Sri Sathya Sai Baba, la ville attire de très nombreux dévots du monde entier qui se retrouvent dans son âshram, Prashanthi Nilayam.